# Thomas Buffel
Thomas Buffel (Brujas, 19 de febrero de 1981) es un exfutbolista belga que jugaba de centrocampista.
En mayo de 2019 anunció su retirada.

## Selección nacional
Fue internacional con la Selección de fútbol de Bélgica en 35 ocasiones y ha marcado 6 goles.

## Clubes
| Club                         | País         | Año       |
| ---------------------------- | ------------ | --------- |
| Feyenoord de Róterdam        | Países Bajos | 1999-2004 |
| Excelsior Rotterdam (cedido) | Países Bajos | 2000-2002 |
| Rangers F. C.                | Escocia      | 2005-2008 |
| Círculo de Brujas            | Bélgica      | 2008-2009 |
| K. R. C. Genk                | Bélgica      | 2009-2018 |
| S. V. Zulte Waregem          | Bélgica      | 2018-2019 |

## Palmarés

### Títulos nacionales
| Título                     | Club          | País    | Año  |
| -------------------------- | ------------- | ------- | ---- |
| Copa de la Liga de Escocia | Rangers F. C. | Escocia | 2005 |
| Premier League de Escocia  | Rangers F. C. | Escocia | 2005 |
| Copa de la Liga de Escocia | Rangers F. C. | Escocia | 2008 |
| Copa de Escocia            | Rangers F. C. | Escocia | 2008 |
| Jupiler Pro League         | K. R. C. Genk | Bélgica | 2011 |
| Supercopa de Bélgica       | K. R. C. Genk | Bélgica | 2011 |
| Copa de Bélgica            | K. R. C. Genk | Bélgica | 2013 |